# Challenger de Nanchang
EL ATP Challenger China International – Nanchang es un torneo profesional de tenis. Pertenece al ATP Challenger Series. Se juega desde el año 2014 sobre pistas duras, en Nanchang, China.

## Palmarés

### Individuales
| Año  | Campeón         | Finalista       | Resultado      |
| ---- | --------------- | --------------- | -------------- |
| 2019 | Andrej Martin   | Jordan Thompson | 6–4, 1–6, 6–3  |
| 2018 | Quentin Halys   | Calvin Hemery   | 6–3, 6–2       |
| 2016 | Hiroki Moriya   | Chung Hyeon     | 4–6, 6–1, 6–4  |
| 2015 | Peter Gojowczyk | Amir Weintraub  | 6–2, 6–1       |
| 2014 | Go Soeda        | Blaž Kavčič     | 6-3, 2-6, 7-63 |

### Dobles
| Año  | Campeones                              | Finalistas                         | Resultado         |
| ---- | -------------------------------------- | ---------------------------------- | ----------------- |
| 2019 | Sander Arends Tristan-Samuel Weissborn | Alex Bolt Akira Santillan          | 6–2, 6–4          |
| 2018 | Gong Maoxin Zhang Ze                   | Ruben Gonzales Christopher Rungkat | 3–6, 7–67, [10–7] |
| 2016 | Wu Di Zhang Zhizhen                    | Nicolás Barrientos Ruben Gonzales  | 7–64, 6–3         |
| 2015 | Jonathan Eysseric Jürgen Zopp          | Lee Hsin-han Amir Weintraub        | 6–4, 6–2          |
| 2014 | Ti Chen Hsien-yin Peng                 | Jordan Kerr Fabrice Martin         | 6-2, 3-6, 12-10   |